# Petrichus luteus
Petrichus luteus là một loài nhện trong họ Philodromidae.
Loài này thuộc chi Petrichus. Petrichus luteus được Hercule Nicolet miêu tả năm 1849.